# Cantone di Villenauxe-la-Grande
Il Cantone di Villenauxe-la-Grande era una divisione amministrativa dell'arrondissement di Nogent-sur-Seine.
A seguito della riforma approvata con decreto del 21 febbraio 2014, che ha avuto attuazione dopo le elezioni dipartimentali del 2015, è stato soppresso.

## Composizione
Comprendeva i comuni di:
- Barbuise
- Montpothier
- Périgny-la-Rose
- Plessis-Barbuise
- La Saulsotte
- Villenauxe-la-Grande
- La Villeneuve-au-Châtelot